# Newington (Londra)
Newington è un quartiere del borgo londinese di Southwark, Londra, posto a sud del centro della città e del nucleo storico della stessa Southwark. Ad ovest confina con Lambeth, a sud con Camberwell e ad est con Bermondsey. Buona parte della zona è nota con la definizione popolare di Elephant and Castle.

## Storia
Per un millennio Newington fu una parrocchia del Surrey nella diocesi di Winchester. Fu solo con la costituzione del Metropolitan Board of Works che fu coinvolta nelle vicende della capitale. Con la riforma amministrativa del 1900 fu inserita nel borgo metropolitano di Southwark, nel 1965 divenuto un borgo londinese.